# Aron (Mayenne)
Aron – miejscowość i gmina we Francji, w regionie Kraj Loary, w departamencie Mayenne.
Według danych na rok 1990 gminę zamieszkiwało 1378 osób, a gęstość zaludnienia wynosiła 42 osób/km² (wśród 1504 gmin Kraju Loary Aron plasuje się na 440. miejscu pod względem liczby ludności, natomiast pod względem powierzchni na miejscu 240.).